# Phoma nemophilae
Phoma nemophilae är en lavart som beskrevs av Neerg. 1938. Phoma nemophilae ingår i släktet Phoma, ordningen Pleosporales, klassen Dothideomycetes, divisionen sporsäcksvampar och riket svampar.   Inga underarter finns listade i Catalogue of Life.